# Коханець (фільм, 1989)
«Коханець» (англ. Lover Boy) — австралійська романтична драма 1989 року режисера Джеффрі Райта. У головних ролях Ноа Тейлор і Джилліан Джонс.

## Сюжет
У західному передмісті Мельбурна сором'язливий підліток Мік (Ной Тейлор) запрошується своєю матір'ю косити газони її подруги Саллі (Джилліан Джонс). Невдовзі Мік і Саллі стають коханцями, яких тягне одне до одного з різних причин — Мік через типову підліткову сексуальність, а Саллі — відчайдушну самотність. Відносини призводять до конфлікту і, зрештою, насильства.

## Акторський склад
- Ноа Тейлор в ролі Міка
- Джилліан Джонс у ролі Саллі
- Бен Мендельсон — Газза
- Еліс Гарнер — Ронда
- Деніел Поллок — Дак
- Пітер Хоскінг

## Домашні ЗМІ
«Коханець» і короткометражний фільм Девіда Суонна «Бонза» були випущені як подвійна повнометражна VHS-касета в 1989 році. Хлопчик-коханець був спеціальною частиною DVD-випуску фільму Райта «Металева шкіра» 1994 року.

## Новелізація
Новелізацію «Коханця» написала Джоселін Гервуд і опубліковано видавництвом Text Publishing у 1994 році. Досліджуються суперечливі світи підлітка та зрілої жінки, які відкривають усю силу своєї сексуальності. Радість, яку це приносить, незабаром перетворюється на муки та насильство. Гервуд уважно стежить за фільмом. Однак вона також розвиває героїв, тож читач може співпереживати їхнім ставленням і поведінці. Книга «Коханець» була опублікована в електронному форматі в листопаді 2012 року.